# Percrocuta
Percrocuta is een geslacht van uitgestorven zoogdieren, dat voorkwam van het Midden- tot het Laat-Mioceen. Dit dier kon tot 150 centimeter lang worden.

## Verwantschap
Dit was het ooit grootst levende geslacht, dat sterke overeenkomsten vertoonde met de huidige in Afrika levende gevlekte hyena, Crocuta crocuta. Percrocuta gigantea, een in China voorkomende soort, had het postuur van een leeuw. Percrocuta was een in het Pleistoceen veel voorkomende verschijning.

## Beschrijving
Met een maximale lengte van 150 centimeter was Percrocuta veel groter dan zijn moderne verwanten, maar hij is niet kleiner dan een vrouwelijke leeuw met een lengte van 180 centimeter. De gehele lichaamsbouw was vrijwel identiek aan die van de huidige hyena’s, ook wat betreft de typische houding met het naar achteren aflopende lichaam. Net als bij moderne hyaeniden waren de achterpoten korter dan de voorpoten, wat resulteerde in een karakteristieke aflopende rug. Net als de gevlekte hyena had Percrocuta een robuuste schedel en krachtige kaken. De tanden waren geschikt voor het kraken van botten.

## Classificatie
Percrocuta werd in 1938 geïntroduceerd als een geslacht van Percrocutidae. Over de verwantschap van Percrocuta tot de familie Hyaenidae werd gedebatteerd tot 1985, toen Percrocuta, Dinocrocuta, Belbus en Allohyaena werden geaccepteerd als de vier geslachten van Percrocutidae. Meer recent bewijs heeft echter aangetoond dat Belbus en Allohyaena in ieder geval geen percrocutiden zijn.

## Vondsten
Resten van dit dier werden gevonden in Afrika, Azië en Europa.
Percrocuta abessalomi is alleen bekend van een schedel, twee kaken en twee tanden. Deze fossielen zijn allemaal verzameld in het Belomechetskaja-gebied uit Georgië en dateren uit de zesde Mammal Neogene (MN) zone. Deze soort is de bekendste van de familie Percrocutidae. Percrocuta miocenica is bekend van slechts enkele kaken, gevonden in Servië, Bosnië en Herzegovina en Turkije. Deze fossielen zijn ook gedateerd op MN 6.